# Gymnobelideus leadbeateri
Gymnobelideus leadbeateri — монотипний вид сумчастих ссавців родини тагуанових.

## Розповсюдження
Вперше відкрито було цей вид у 1867 році Д. Ледбітера, токсидермістом Музею штату Вікторія. Після цього білячі кускуси людям не зустрічалися. Їх вважали вимерлими. 3 квітня 1961 року натураліст Е. Вілкинсон знову зустрів поссума Ледбітера, а 1965 році невеличку популяцію цих тварин виявили на півдні Австралії — в районі Рарісвіля. Наразі відомо, що білячий кускус мешкає на південному сході штату Вікторія в округах Мерісвіль, нарбетонг, Хелесвіль.

## Опис
Тулуб завдовжки 10-14 см, хвіст — 16 см, вага — 90-135 грамів. Хутро на спині сіре або сіро-буре з чорною смугою по середині, черево — має жовтий відтінок. Позаду вух та очей є чорні плями.

## Спосіб життя
Активні вночі. Харчуються комахами та нектаром квітів. Вдень відпочивають у дуплах. Живуть на деревах у гірських районах. Утворюють колонії до 24 осіб. Дупло роблять до 6-30 метрів над землею. Одна колонія має власну територію у 10-20 тисяч квадратних кілометрів. Головною в колонії є найстарша самиця.
Статевої зрілості досягає у 14 місяців. Вагітність триває до 20 днів. Народжуються у травні-червні або жовтні-листопаді. За 1 раз народжується до 2 дитинчат. У сумці вони знаходяться від 80 до 90 днів.
Максимальна тривалість життя — 27 місяців у природному середовищі, а у неволі — 10 років.